# Flädie socken
Flädie socken i Skåne ingick i Torna härad och området ingår sedan 1971 i Lomma kommun och motsvarar från 2016 Flädie distrikt.
Socknens areal är 6,31 kvadratkilometer varav 6,29 land. År 2000 fanns här 4 519 invånare.  Huvuddelen av tätorten Bjärred samt tätorten Flädie med sockenkyrkan Flädie kyrka ligger i socknen. 

## Administrativ historik
Socknen har medeltida ursprung. 
Vid kommunreformen 1862 övergick socknens ansvar för de kyrkliga frågorna till Flädie församling och för de borgerliga frågorna bildades Flädie landskommun. Landskommunen utökades 1952 och uppgick 1963 i Lomma köping, men med bibehållande av socknarnas jordregister. Köpingen ombildades 1971 till Lomma kommun. Församlingen uppgick 2000 i Bjärreds församling.
1 januari 2016 inrättades distriktet Flädie, med samma omfattning som församlingen hade 1999/2000.
Socknen har tillhört län, fögderier, tingslag och domsagor enligt vad som beskrivs i artikeln Torna härad. De indelta soldaterna tillhörde Södra skånska infanteriregementet, Torna kompani och Skånska husarregementet, Hoby skvadron, Landskrona kompani.

## Geografi
Flädie socken ligger nordväst om Lund vid Öresund, Lommabukten. Socknen är en odlad slättbygd.

## Fornlämningar
Cirka 25 boplatser och lösfynd från stenåldern är funna. Från bronsåldern finns två gravhögar. Från järnåldern finns tre boplatser under mark.

## Namnet
Namnet skrevs i mitten av 1100-talet Fletoge och kommer från kyrkbyn. Efterleden innehåller hög. Förleden innehåller antingen adjektivet flat eller flät, 'jämnt stycke mark'..